# Korakáda
Korakáda är en ort i Grekland.   Den ligger i prefekturen Nomós Ártas och regionen Epirus, i den centrala delen av landet, 270 km nordväst om huvudstaden Aten. Korakáda ligger 1 045 meter över havet och antalet invånare är 231.
Terrängen runt Korakáda är bergig norrut, men söderut är den kuperad. Terrängen runt Korakáda sluttar söderut.Runt Korakáda är det glesbefolkat, med 13 invånare per kvadratkilometer. Närmaste större samhälle är Theodóriana, 5,7 km norr om Korakáda. I omgivningarna runt Korakáda växer i huvudsak blandskog.